# 선 섹스 후 사랑
《선 섹스 후 사랑》은 2017년 공개된 대한민국의 영화이다.

## 출연진
- 최민호 - 공수 역
- 김치랑 - 성기 역
- 김지윤 - 수연 역(성기를 화장실로 데리고 가서 입으로 성기의 성기를 빨아준다)
- 유기철 - 이 과장 역
- 안민상 - 장 실장 역
- 강예나 - 주아 역
- 권영호 - 만호 역
- 구자완 - 양아치 1 역
- 김지현 - 양아치 2 역
- 김동호 - 디자이너 1 역
- 오수현 - 디자이너 2 역
- 윤태식 - 사장 역
- 김석 - 직원 1 역
- 김명희 - 직원 2 역
- 김일석 - 직원 3 역
- 이지영 - 커피숍 사장 역
- 이재호 - 약사 역